# Titularbistum Zerta
Das Bistum Zerta (lateinisch Dioecesis Zertensis) ist ein Titularbistum der römisch-katholischen Kirche. 
Das Bistum Zerta war in Numidien angesiedelt, einer historischen Landschaft in Nordafrika, die weite Teile der heutigen Staaten Tunesien und Algerien umfasst.
| Titularbischöfe von Zerta |                            |                                             |                  |                   |
| Nr.                       | Name                       | Amt                                         | von              | bis               |
| 1                         | Alfredo Lanfranconi PIME   | Apostolischer Vikar von Toungoo (Myanmar)   | 1. Juli 1937     | 1. Januar 1955    |
| 2                         | Manuel del Rosario         | Koadjutorbischof von Calbayog (Philippinen) | 24. Mai 1955     | 25. Juli 1958     |
| 3                         | Marcelo Mendiharat Pommies | Koadjutorbischof von Salto (Uruguay)        | 3. Februar 1959  | 1. Januar 1968    |
| 4                         | Edward Aloysius Fitzgerald | emeritierter Bischof von Winona (USA)       | 8. Januar 1969   | 31. Dezember 1970 |
| 5                         | James Kavanagh             | Weihbischof in Dublin (Irland)              | 6. März 1973     | 31. Dezember 1990 |
| 6                         | Robert Joseph Hermann      | Weihbischof in Saint Louis (USA)            | 16. Oktober 2002 |                   |